# Margaretta Morris

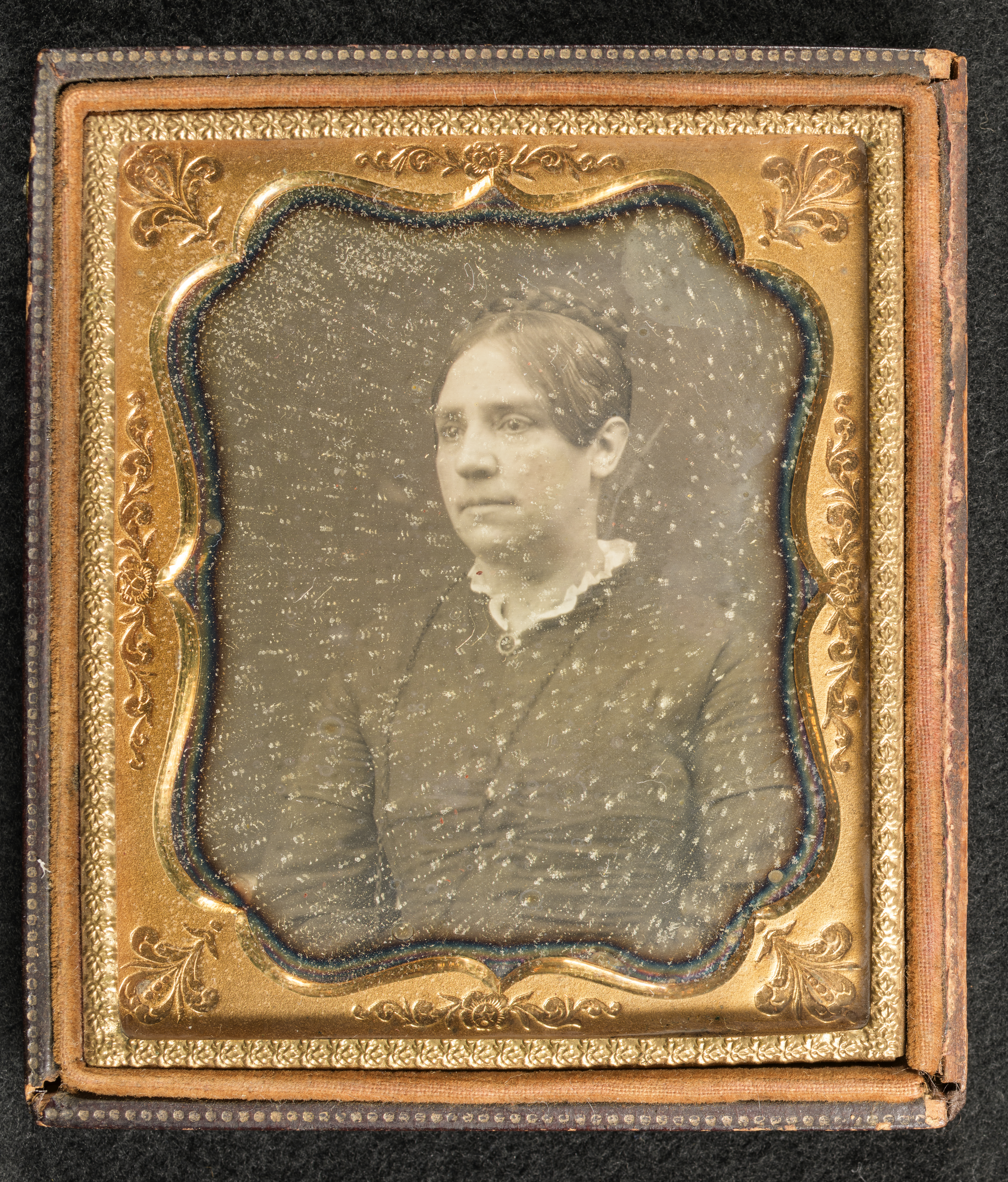
Foto von Margaretta Hare Morris aus den Papieren der Familie Littell

Margaretta Hare Morris (* 3. Dezember 1797 in Philadelphia, Vereinigte Staaten; † 29. Mai 1867 in Germantown, Pennsylvania, Vereinigte Staaten) war eine US-amerikanische Entomologin. Sie wurde 1850 das erste weibliche Mitglied der American Association for the Advancement of Science und das zweite weibliche Mitglied der Academy of Natural Sciences in Philadelphia.

## Leben und Werk
Morris war die Tochter von Luke Morris (1760–1802) und Ann (Willing) Morris (1767–1853), die Enkelin von Philadelphias Bürgermeister Thomas Willing und eine Freundin von Dolly Madison. Ihre Schwester Elizabeth Carrington Morris (1795–1865) wurde Wissenschaftlerin, ihr Bruder Thomas Willing Morris (1792–1852) wurde Naturforscher und war mit Caroline Maria Calvert (1800–1842) verheiratet.
Morris wurde an örtlichen Schulen in Germantown unterrichtet und besuchte wissenschaftliche Vorlesungsreihen, unter anderem von Charles John Wister über Geologie und Mineralogie. Sie hatte keine formale wissenschaftliche Ausbildung. In ihrem Haus in Germantown fing sie Insekten und studierte deren Lebensdauer. Sie züchtete die Insekten in Glasglocken und studierte die Essgewohnheiten, Eiablagegewohnheiten und Larvenstadien von Insekten.
Morris’ erster Artikel über die Hessenfliege wurde 1841 veröffentlicht. Die Fliege war eine invasive Art, die die Weizenernte zerstörte. In den ersten Jahren seiner Verwüstung wurde das Insekt als Einwanderer im Stroh der hessischen Truppen betrachtet, die 1776 in Flatbush an Land gingen, und bekam den Spitznamen Hessian. Die explosionsartige Zunahme der Population der Hessenfliege im Jahr 1817 löste eine Flut von Veröffentlichungen aus. In ihrem Artikel beschrieb Morris detailliert den Lebenszyklus der Hessenfliege. Nachdem sie diese auf dem Feld untersucht und unter einer Glasglocke gezüchtet hatte, stellte sie fest, dass die Fliegen ihre Eier im Weizenkorn und nicht im Halm ablegten. Die Vernichtung der Eier bedeutete daher die Vernichtung des Weizens.
Ihr zweiter Aufsatz zum gleichen Thema wurde von der American Philosophical Society unter dem Vorwand veröffentlicht, dass ihre Forschung eine Lösung für das Hessenfliegen-Problem böte, sofern ihre Forschung reproduziert und bestätigt werden könne.
Sie schrieb viele Artikel für andere Zeitschriften. 1846 schrieb sie vier Artikel für die „Damenabteilung“ des American Agriculturalist über Apfelmotten, Kleidermotten, Naturgeschichte und Flöhe. 1847 schrieb sie fünf weitere Artikel für den American Agriculturalist über Baumwollmotten und Möglichkeiten, Baumwollmotten zu konservieren, die Bettwanze und wie man sie entfernt, die Spitzmaus und die Eulenfalter sowie die 17-jährige periodische Zikade.
Sie schickte ihre Arbeiten an wissenschaftliche Gesellschaften wie 1840 an die American Philosophical Society (APS), die damals nur männliche Mitglieder hatte, sodass die Arbeiten in ihrem Namen vorgelesen wurden. 1850 wurden ihre Beobachtungen über die Zikaden bei der American Association for the Advancement of Science vorgelesen. Nachdem sie jahrelang einen unabhängigen Status hatte, wurde sie Korrespondentin der APS sowie der Akademie der Naturwissenschaften in Philadelphia, der Boston Society of Natural History und der New York State Agricultural Society.

## Entdeckung der 17-jährigen periodischen Zikade

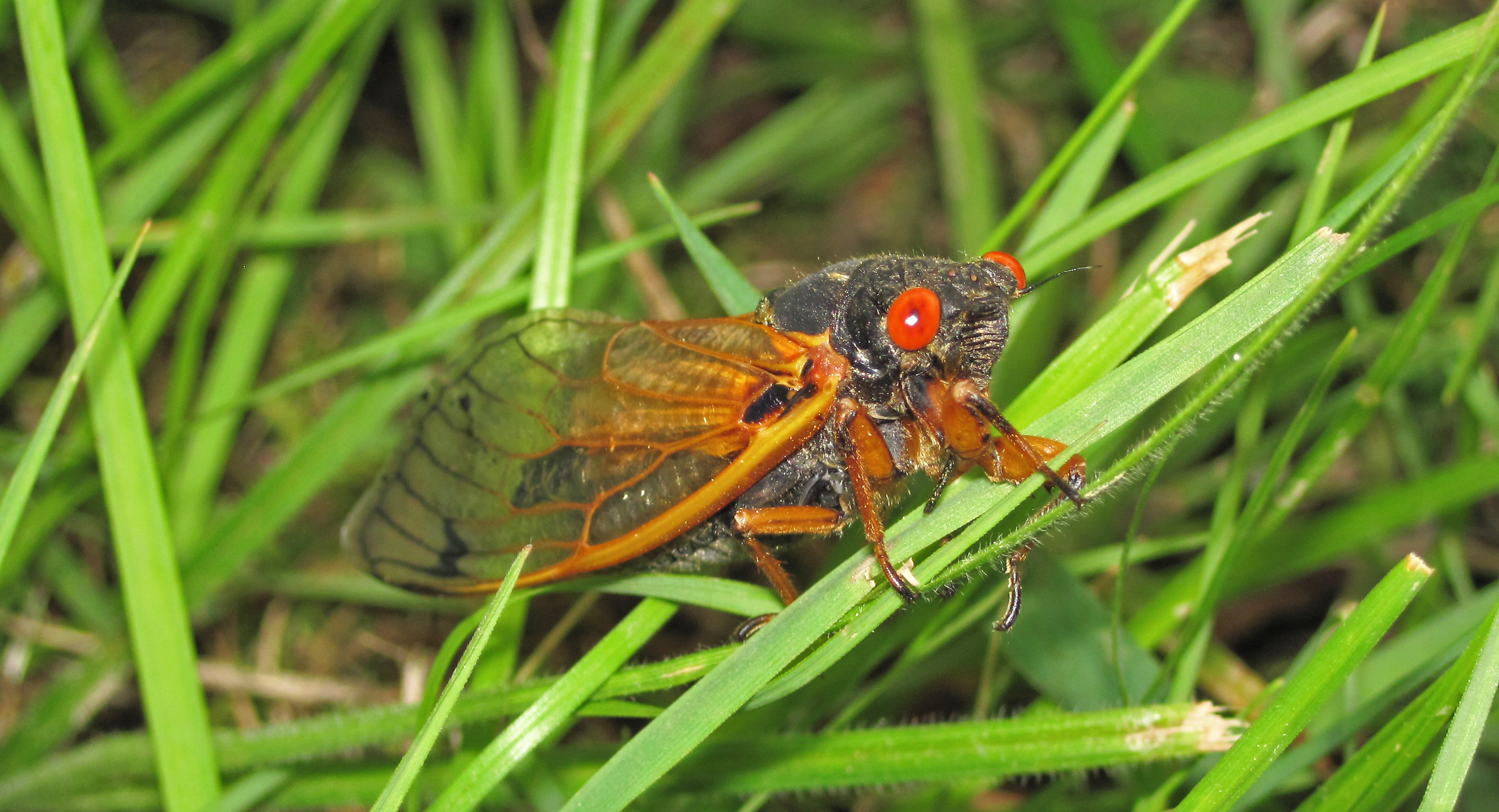
Magicicada cassini – 17-jährige periodische Zikade in Ohio (28. Mai 2016)

Seit ihrer Jugend hatte Morris das periodische Auftauchen von Zikaden aufmerksam beobachtet. Sie hatte neben den Gesängen der 13-jährigen periodischen Zikaden die verschiedenen Gesänge von Zikaden 1817 und erneut 1834 gehört. Doch erst 1846 gab sie Entdeckung einer neuen Art bekannt. Als Morris unter ihren Obstbäumen grub, fand sie Zikadenlarven, die an den Wurzeln saugten, und zwar fünf Jahre bevor sie schlüpfen sollten. Allein die Feststellung, wie die Zikaden 17 Jahre lang unter der Erde überlebten, war 1846 ein Durchbruch.
Morris schickte 1846 einen Bericht über ihre Entdeckungen an die Academy of Natural Sciences in Philadelphia. Sie schrieb, dass sie zu der Annahme neige, dass es sich um zwei Arten handelt, die sich in ihrer Größe ausreichend unterscheiden. Da Morris kein Mitglied der Academy of Natural Sciences war, musste sie ihren Bericht von einem männlichen Wissenschaftler lesen und ihre Proben den Kollegen vorlegen lassen. Sie veröffentlichte Artikel in populären Zeitschriften und lud die führenden Wissenschaftler des Landes ein, in ihren Garten zu kommen und ihre Entdeckungen mitzuerleben.
Ihre Arbeit über die 17-jährigen periodischen Zikaden wurde 1850 den Mitgliedern der American Association of the Advancement of Science vorgestellt. Professor Louis Agassiz sprach in ihrem Namen, da es für eine Frau unangebracht war, vor einem männlichen Publikum zu sprechen. 1850 wurde Morris neben der Astronomin Maria Mitchell als eine der ersten Frauen in die American Association for the Advancement of Science gewählt.
Als die Zikadensaison 1851 vorüber war, verkündeten der Ornithologe John Cassin und der Geologe James Coggswell Fisher, Mitglieder der Academy of Natural Science, die Morris’ Berichte gelesen hatten, dass sie eine neue Zikadenart entdeckt hätten. Sie gaben ihr den Namen Cicada Cassinii.

## Veröffentlichungen
- On the Cecidomyia destructor, or Hessian Fly. Trans. Am. Philos. Soc. New Series. 8, 1843, S. 49–52. doi:10.2307/1005228
- Observations on the Development of the Hessian Fly. Proc. Acad. Nat. Sci. Phila. 1, 1841, S. 66–8.
- On the Discovery of the Larvae of the Cicada septemdecim. Proc. Acad. Nat. Sci. Phila. 3, 1846, S. 66–8.
- On the Cecidomyia culmicola. Proc. Acad. Nat. Sci. Phila. 4, 1848, S. 194.
- On the Seventeen Year Locusts. Proceedings of the Boston Society of Natural History, 4, 1851, S. 110.